# Sturmgeschütz III
Das Sturmgeschütz III (Sd.Kfz. 142 / Sd.Kfz. 142/1 auch StuG III) war das meistgebaute Vollkettenpanzerfahrzeug der deutschen Wehrmacht. Es wurde vor Beginn des Zweiten Weltkriegs als stark gepanzertes Unterstützungsfahrzeug für die Infanterie im Rahmen einer Zusammenarbeit von Daimler-Benz und der Krupp AG entwickelt.
Die ursprüngliche Aufgabenstellung des Fahrzeuges veränderte sich im Verlauf des Krieges vom vorherigen Einsatz als Sturmartillerie hin zu einer Verwendung in der Panzerabwehr.

## Vorgeschichte

### Reichswehr
Schon im Jahr 1927 begann man sich auf Veranlassung des Ministeriums auf seiten der Industrie mit technischen Lösungen zur Mobilisierung der Artillerie auf Kraftfahrzeugen zu beschäftigen. Gedanklich wurde eine Idee des Ersten Weltkrieges weitergeführt, das Infanteriebegleitgeschütz. Die Erfahrung des Ersten Weltkrieges war hierbei, dass der Vorstoß der Infanterie über offenes Gelände zwangsläufig und selbst bei bester Unterstützung durch die eigene Artillerie durch die hohe Kadenz der Maschinengewehre zum Scheitern verurteilt war, da diese durch die rückwärtige Artillerie nie vollständig ausgeschaltet werden konnten. Die Projekte hierzu umfassen unter anderem den Hanomag W.D.-Schlepper mit 7,7-cm-Feldkanone 96/16, die leichte Selbstfahrlafette Krupp LSK und auch einen Rad-Ketten-Schlepper mit 7,5-cm-Kraftwagen-Geschütz 14.

### Manstein-Initiative
Im Jahre 1935 erstellte der damalige Oberst Erich von Manstein ein an den Chef des Generalstabes, Generaloberst von Fritsch, adressiertes Schreiben. Zu diesem Zeitpunkt hatte sich von Fritsch bereits positiv bezüglich der Entwicklung der Sturmartillerie als Unterstützungswaffe der Infanterie festgelegt. Hierbei ging es insbesondere um die Abgrenzung und Abkopplung der Sturmartillerie von der neuen Panzertruppe und den Wunsch mit einer aufzustellenden Sturmartillerie-Batterie, ausgerüstet mit im Zweifel improvisierten Sturmgeschütz-Attrappen, beim Lehr-Infanterie-Bataillon erste Erfahrungen für den taktischen Einsatz dieser Fahrzeug zu sammeln.

### Spezifikation
Die Beschreibung des von der Heeresleitung gewünschten Fahrzeugs wurde vom damaligen Oberst im Generalstab Model formuliert und per 15. Juni 1936 dem Heereswaffenamt übermittelt. Es wurde festgelegt, dass eine 7,5-cm-Kanone auf dem Fahrgestell des Zugführerwagen (ZW), der Tarnname für die Entwicklung des Panzerkampfwagen III, montiert werden sollte.

## Entwicklung
Mit einem speziellen Forderungskatalog versehen, der bereits viele der späteren Charakteristika des Fahrzeugs aufwies, beauftragte das Heereswaffenamt die Firmen Daimler-Benz AG in Berlin-Marienfelde und die Krupp AG in Essen mit der schnellstmöglichen Umsetzung des Entwicklungsauftrages. Die Fertigung der Fahrgestelle für das Projekt erfolgte bei Daimler in der 2. Serie des Zugführerwagens (Pz.Kpfw. III).
Es wurden im Jahr 1937 fünf Fahrzeuge mit einem Aufbau von Krupp versehen, dabei waren 4 Fahrzeuge Holzattrappen und eines für Versuchszwecke in Weichstahl ausgeführt. Bis September 1939 waren fünf Versuchs-Sturmgeschütze gefertigt, die alle in Weichstahl ausgeführt waren und sich in der Sturmartillerie-Schule Jüterbog befanden. Diese Entwicklungsfahrzeuge werden als 0-Serie bezeichnet.

## Produktion
Insgesamt wurden von 1940 bis 1945 etwa 10.000 Sturmgeschütze III gebaut.

### Sturmartillerie L/24 (Sd.Kfz. 142)
Die Ausführungen A bis E waren mit einer 7,5-cm-StuK 37 (Kaliberlänge L/24, im Soldatenjargon „Stummel“ genannt) bewaffnet und wiesen eine Frontpanzerung von 50 mm auf.

#### Ausführung A
Das Heereswaffenamt bestellte bei Daimler-Benz eine erste Serie von 30 Sturmgeschützen, welche auf dem Fahrwerk 5./ZW (ZW 38) aufbauten. Im Mai 1939 gab es eine größere Diskussion, da die neuen Schaltgetriebe noch nicht zu Ende entwickelt waren und das HWA, beziehungsweise WaPrüf 6 vertreten durch Dipl.-Ing. Ernst Kniepkamp, schlug einen versuchsweisen Einbau vor, was jedoch keine Beschleunigung der Fertigung bewirken sollte, da man noch auf Stoßdämpfer der Firma Boge wartete, die erst für Juli avisiert waren. Spannend ist eine Notiz vom 13. Oktober 1939, diese vermerkt bereits eine künftige Weiterentwicklung (7,5-cm-Kanone-L/41) der Bewaffnung. Zwischen Januar und Mai 1940 wurden die 30 Fahrzeuge ausgeliefert. Typisch für die erste Serie war die schmale 360-mm-Gleiskette mit den entsprechenden Antriebs- und Laufrollen, die ungepanzerten Stoßdämpfer und rechteckige Kisten hinten auf den Kettenschutzblechen. Eingebaut wurde der V12-Ottomotor Maybach HL 120 TR und ein Variorex-Getriebe von Maybach.

#### Ausführung A mit Pz.Kpfw.-III-Fahrgestell
Sechs Sturmgeschütze der Ausführung A wurden vom Heer zur SS umgeleitet, so dass Daimler-Benz im Juni 1940 mit der Fertigung von weiteren 6 Fahrzeugen beauftragt wurde. Diese Fahrgestelle wurden der laufenden Produktion des Panzerkampfwagen III Ausf. G (6/ZW) entnommen. Die neuen Aufbauten der Sturmgeschütz-B-Produktion wurden auf die Panzer-Fahrgestelle montiert und die Frontpanzerung wurde mit einer zusätzlichen 20-mm-Panzerplatte verstärkt. Typisch für diese Fahrzeuge waren das 380-mm-Ketten-Fahrwerk der Panzerkampfwagen, die seitlichen Notausstiegsluken der Panzer-III-Serie, die Lüfter auf der Frontpanzerung, ungepanzerte Stoßdämpfer, die rechteckigen Kisten der Ausführung A und das Fehlen des Kugelfangs vor der Fahrersichtklappe.

#### Ausführung B
Die zweite Serie wurde bei Alkett in Berlin bestellt und umfasste 300 Fahrzeuge in zwei Baulosen. Alkett verbaute neue Motoren vom Typ HL 120 TRM, bei denen eine Trockensumpfschmierung und Schnapper-Magneten ergänzt worden waren. Im Antrieb verband ab der Ausführung B die Gelenkwelle die Hauptkupplung mit dem Wechselgetriebe. Neu wurde ein Synchronisiertes Sechsganggetriebe 77 (SSG 77) verbaut. Optisch veränderte sich die Aufteilung der Klappen über dem Richtkanonier und das Fahrwerk wurde auf eine 400-mm-Kette mit den zugehörigen breiteren Laufrollen umgestellt. Die neuen Stoßdämpfer waren gepanzert. Für den Schutz der umgelegten Antenne wurde eine hölzerne Schiene montiert. Während der Fertigung der Ausführung B wurden eine Panzerung für die Nebelkerzenabwurfvorrichtung auf der Heckpanzerung eingeführt.

#### Ausführung C
Das dritte Modell die Ausführung C wurde ab März 1941 in die Produktion genommen. Diese 3. Serie brachte ein gewinkeltes Selbstfahrlafetten-Zielfernrohr, welches links von dem Hauptgeschütz nun anstelle der bisherigen Optik in der Öffnung für das direkte Richten durch die Öffnung in der Panzerung des Aufbaus genutzt wurde. Das Leitrad der Kette änderte sich auf einen Typen mit Speichen.

#### Ausführung D
Der Ergänzungsauftrag des Heereswaffenamtes für weitere 150 Fahrzeuge zur Lieferung ab Mai 1941 brachte keine optische Veränderung des Fahrzeugs mit sich. Einzig eine elektrische Bordsprechanlage ersetzte die bisher verbauten Sprechschläuche. Einige Fahrzeug der Ausführung D wurden speziell für den Einsatz in Nordafrika umgebaut. Hierzu wurden insbesondere große Staubfilteranlagen für den Motor montiert.

#### Ausführung E

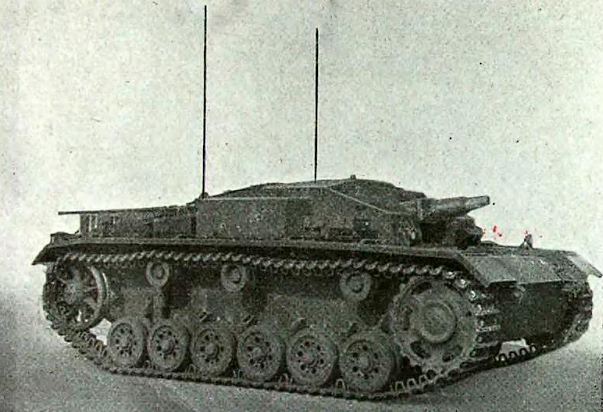
Sturmgeschütz III Ausf. E

Mit 284 Fahrzeugen wurde die Ausführung E ab September 1941 gebaut. Die Fahrzeuge sollten auch als Zugführerfahrzeuge oder für Batterieführer eingesetzt werden können. Hierzu war eine erweiterte Funkausrüstung erforderlich, die in einem zweiten Panzerkasten am rechten seitlichen Aufbau montiert wurde. Für die Verwendung als Führungsfahrzeug wurde eine zweite Antenne auf der rechten Seite montiert. Die Abweiserbleche vor den Panzerkästen entfielen.

### Sturmgeschütz L/43 u. L/48 (Sd.Kfz. 142/1)
Ab März 1942 wurde die verbesserte Ausführung F in Dienst gestellt, die mit der längeren und damit leistungsfähigeren 7,5-cm-StuK 40 L/43 bewaffnet war. Für die ab Herbst 1942 produzierten Ausführungen F/8 und G wurde die noch längere 7,5-cm-StuK 40 L/48 verwendet. Die Varianten mit der langen Kanone wurden auch als Sturmgeschütz 40 bezeichnet, was seinen Ursprung in der als Sturmkanone 40 bezeichneten neuen Hauptwaffe hatte.
Ein strategischer Hintergrund war die im Deutsch-Sowjetischen Krieg zutage getretene Unzulänglichkeit der deutschen Panzerabwehrwaffen gegen moderne sowjetische Kampfpanzer. Diese Panzerabwehrkrise wurde insbesondere mit dem massenhaften Einsatz des T-34 virulent. Neben zahlreichen, teils experimentellen Entwicklungen mit stärkeren und teilweise auf Selbstfahrlafetten montierten Panzerabwehrkanonen wurden auch die neueren Sturmgeschütze gezielt für die Panzerabwehrrolle entwickelt. Auch die Ausbildung der Bedienungsmannschaften wurde zunehmend auf dieses Einsatzprofil und weniger auf die eigentliche Funktion als Infanterieunterstützung ausgerichtet.

#### Ausführung F
Die Ausführung F entstand gemäß einer Mitteilung von Daimler-Benz vom 4. Februar 1943 durch eine Anpassung der Ausführung E an die neue Sturmkanone L/43 beziehungsweise L/48. Von März bis September 1942 wurden 364 dieser ersten Fahrzeuge mit einer langen Kanone und der damit stärkeren Bewaffnung gebaut. Sämtliche Änderungen am Aufbau betrafen den Einbau der neuen Waffe. So musste die Aussparung in der Frontplatte des Aufbaus vergrößert werden, damit die größere Kanone den gleichen Seitenrichtbereich behalten konnte. Hinzu kam ein hinten auf dem Aufbaudach montierter Kampfraumlüfter zur Absaugung der Gase, welche beim Abfeuern und Nachladen der Waffe in den Kampfraum gelangten. Die Veränderung betraf durch die große Waffe auch das Gewicht, welches von 22 t auf 23,2 t anstieg. Die erste Einheit mit StuG III mit einer L/43 Bewaffnung war die Sturmgeschütz-Abteilung „Grossdeutschland“. Ab Mai 1942 wurden die Nebelkerzenabwurfvorrichtungen am Fahrzeugheck nicht mehr verbaut. Im Sommer 1942 forderte Hitler persönlich mehrfach eine 80-mm-Panzerung für die Fahrzeugfront der StuG III. Diese wurde ab Juli 1942 mittels 30-mm-Zusatzpanzerung realisiert. Nach 120 gefertigten Fahrzeugen mit der L/43-Kanone wurde in den folgenden 246 Fahrzeugen die längere L/48-Kanone verbaut.

#### Ausführung F/8
Die Ausführung F/8 wurde mit 250 Fahrzeugen gebaut. Die Produktion lief von September bis Dezember 1942. Das Fahrwerk war das des 8/ZW entsprechend des Panzerkampfwagen III Ausf. J-N. Die montierten Abschlepphaken an der Bugpanzerung entfielen und die seitliche Panzerung wurde verlängert und mit einer Bohrung versehen, in die ein Schlepphaken eingehängt werden konnte. Das SF-Zielfernrohr erhielt einen Käfigschutz. Die abklappbaren Antennenhalterungen und Schutzschienen entfielen und wurden durch feste Antennensockel an den Aufbauseiten ersetzt. Die Lüftungsöffnungen auf dem Motorraumdeck wurden teils größer und insgesamt dem Panzer III angepasst. Das vordere Ende der Kettenabdeckung wurde gekürzt und war nicht mehr klappbar.

#### Ausführung G

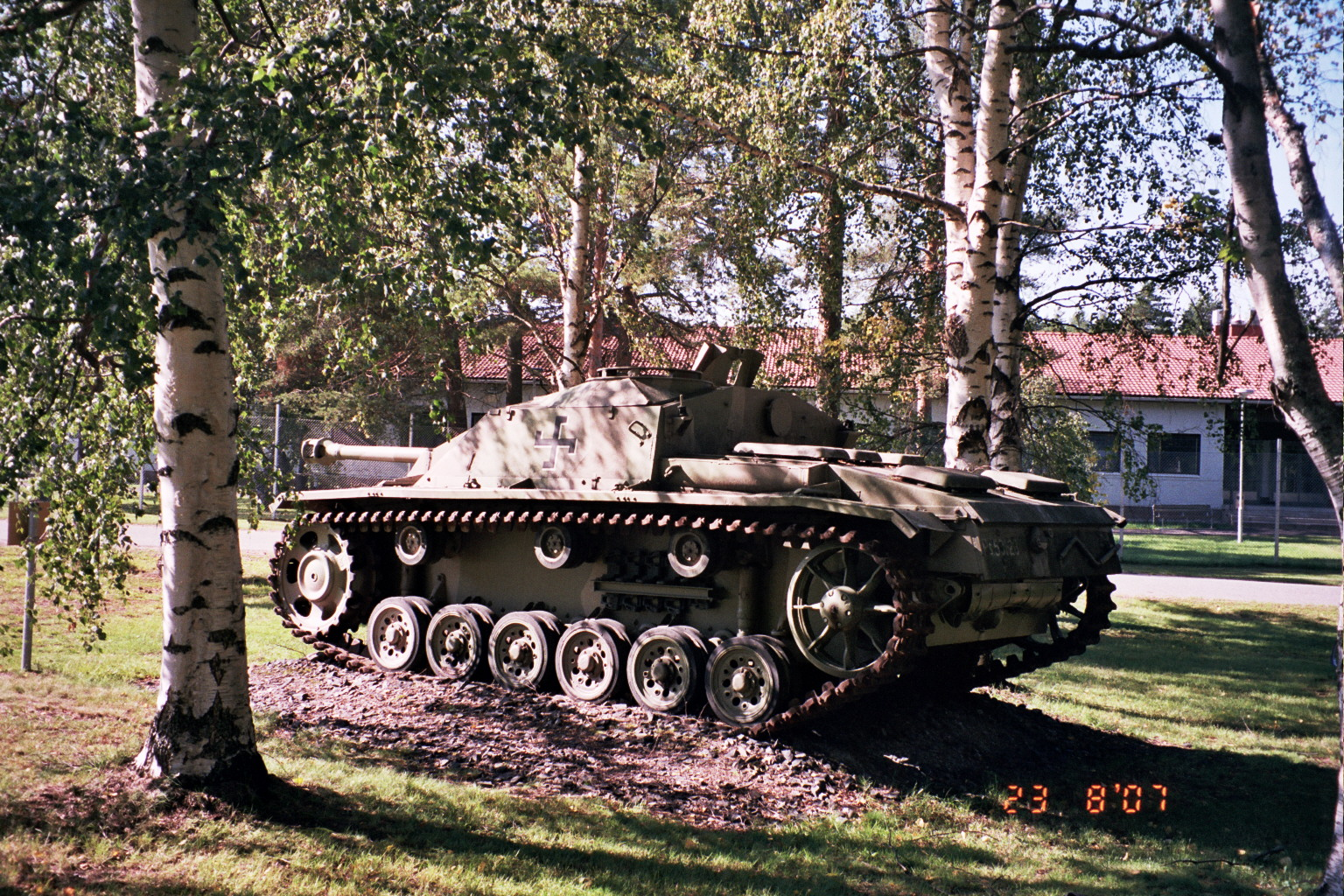
Sturmgeschütz III Ausführung G von MIAG

Die Fertigung ab Dezember 1942 erfolgte bei Alkett und ab Februar 1943 bei der MIAG in Braunschweig. Von MAN produzierte 142 Fahrgestelle des Panzer III Ausführung M (8./ZW) wurden zur Sturmgeschütz-Produktion abgegeben, es ist weder bekannt, ob diese an Alkett oder MIAG geliefert wurden, noch ob sie in den offiziellen Produktionszahlen der beiden Hersteller enthalten sind.
Die maßgebliche Änderung war ein verbreiteter Aufbau ohne die seitlichen Erker, eine Kommandantenkuppel mit Rundum-Winkelspiegeln. Ein Schutzschild für ein Maschinengewehr wurde ab 1943 vor der Luke des Ladeschützen ergänzt. Diese war abklappbar oder mit der Luke des Ladeschützen arretierbar. Ebenfalls ab 1943 kommen erstmals Seitenschürzen, seitliche zusätzliche Panzerplatten in geringem Abstand zum Fahrzeug selbst, um Hohlladungen vorzeitig zur Explosion zu bringen, zum Einsatz. Ab Juni 1943 wird ein Zimmerit-Schutzanstrich eingesetzt, welcher das Anbringen von magnetischen Sprengladungen, bezeichnet als Haftladungen, verhindern soll. Dieser wurde ab Herbst 1943 werksseitig montiert und entfiel ersatzlos im September 1944. Ab Oktober 1943 verwendeten die Altmärkischen Kettenwerke an der Hauptwaffe anstatt der bisherigen Rohrwiegenpanzerung eine neue mit geschossabweisenderer Form, später Saukopfblende genannt. Weiterhin wurden die sogenannten verbreiterten Ostketten eingeführt, die das Einsinken und Festfahren der Fahrzeuge insbesondere bei den Fahrzeugen der Heeresgruppe Nord und Mitte verhindern sollte. Per Oktober 1943 wurde vor der Kommandantenkuppel ein Geschoßabweiser montiert.

#### Allgemeine Anmerkungen

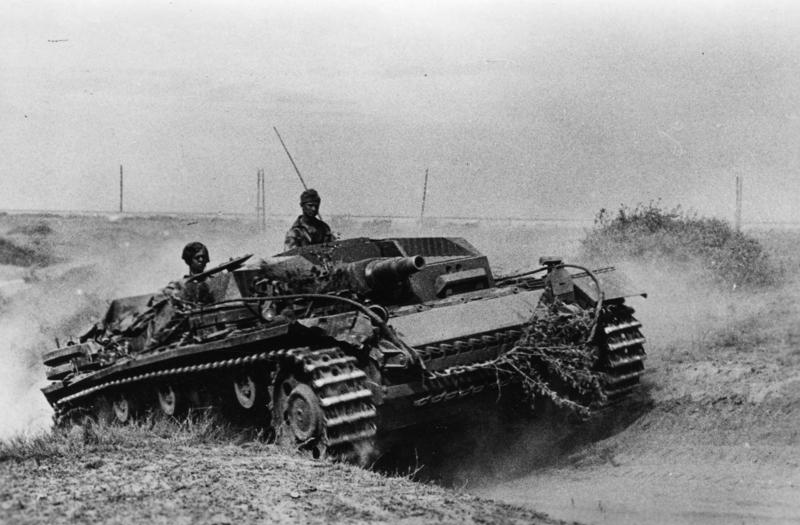
StuG III bei Stalingrad
(September 1942)

Im Rahmen von Fabriküberholungen erhielten viele ältere StuG III einige Neuerungen der aktuellen Versionen wie beispielsweise die längere Kanone oder Zusatzpanzerung. Da die meisten StuG 40 zur Panzerbekämpfung anstatt zur genuinen Aufgabe der Infanterienahunterstützung verwandt wurden, baute Alkett die Sturmhaubitze 42 mit einem 105-mm-Artilleriegeschütz für den unmittelbaren Infanterieeinsatz. Von dieser Variante wurden etwa 1300 Fahrzeuge gebaut.
| Ausführung                  | Stückzahl                                           | Produktionszeitraum                                                                          | Hersteller                 | Fahrgestell-Nr.                                                  |
| --------------------------- | --------------------------------------------------- | -------------------------------------------------------------------------------------------- | -------------------------- | ---------------------------------------------------------------- |
| A, (1./s.Pak, Sd. Kfz. 142) | 5 / 36                                              | 1937 bis 1939 (Prototypen) / Januar bis Mai 1940                                             | Daimler-Benz (Berlin)      | 90001–90030, 90401–90406                                         |
| B, (2. und 3./s.Pak)        | 300                                                 | Juni 1940 bis Mai 1941                                                                       | Alkett (Berlin)            | 90101–90350, 90501–90550                                         |
| C / D (3. und 4./sPak)      | 50 / 150                                            | Mai bis September 1941                                                                       | Alkett                     | 90551–90600 / 90601–90750                                        |
| E                           | 284                                                 | September 1941 bis März 1942                                                                 | Alkett                     | 90751–91034                                                      |
| F (Sd. Kfz. 142/1)          | 366                                                 | März bis September 1942                                                                      | Alkett                     | 91035–91400                                                      |
| F/8                         | 250                                                 | September 1942 bis Dezember 1942                                                             | Alkett                     | 91401–91650                                                      |
| G                           | ≈5837 (Alkett) 2586 (MIAG) 173 umgebaute Panzer III | Umbau der PzKpfW III: 1943 bis 1944 Dezember 1942 bis April 1945 Februar 1943 bis April 1945 | Alkett MIAG (Braunschweig) | 76126–76210, 77351–77408 91651–94250, 105001–≈108920 95001–97586 |
| StuH 42 (Sd. Kfz. 142/2)    | ≈1299 + 12 Umbauten                                 | Oktober 1942 bis Januar 1943 (Umbauten) März 1943 bis April 1945                             | Alkett                     | 90101–91400 ≈92151–≈108920                                       |

## Munition

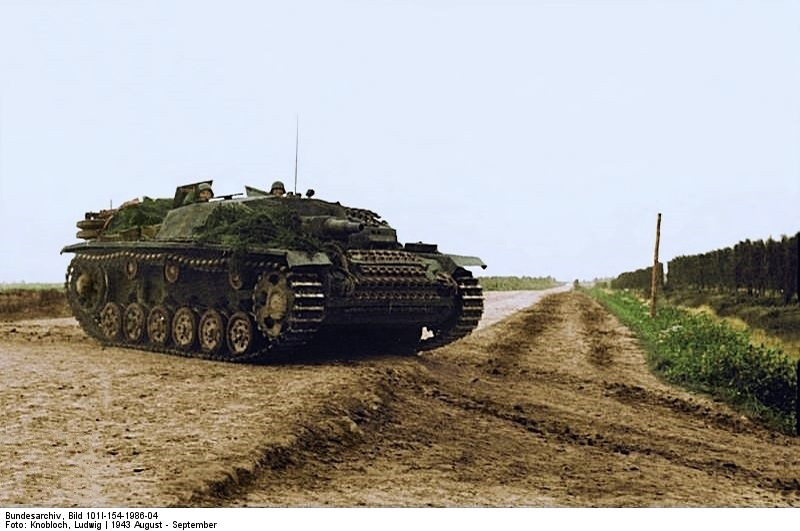
StuG III L/24

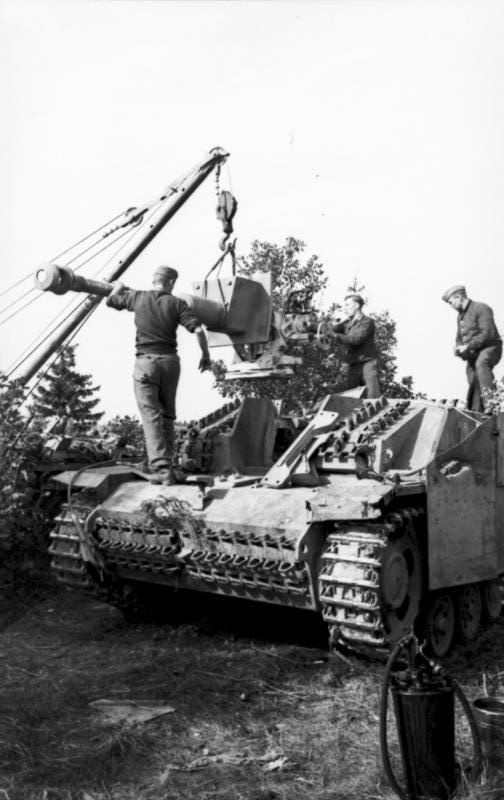
Eine 7,5-cm-StuK 40 L/48 beim Ausbau.

Zur Panzerbekämpfung standen für die 7,5-cm-StuK 37 L/24 zunächst die Panzergranate 39 und die Granatpatrone 38 zur Verfügung. Ende 1941 wurden die Hohlladungsgeschosse Granatpatrone 38 HL/A, HL/B und HL/C eingeführt. Damit konnten 100 mm Panzerstahl auf Entfernungen bis zu 1500 m durchschossen werden.
Für die 7,5-cm-StuK 40 L/48 gab es die Panzergranate 39, Panzergranate 40 sowie die Hohlladungsgeschosse Granatpatrone 38 HL/A, HL/B und HL/C. Für andere Ziele gab es die Sprenggranatpatrone 34, die einen einstellbaren Aufschlagzünder (0,15 s) hatte. Auch gab es, wenn sie auch selten im Sturmgeschütz mitgeführt wurde, die Nebelgranatpatrone KWK 40. Mit dieser konnte für 20 bis 25 Sekunden eine im Durchmesser 30 m große Nebelwolke erzeugt werden. Zur ersten Munitionsausstattung eines Sturmgeschützes Ausf. G gehörten zehn Nebelgranatpatronen, 130 Sprenggranaten und 130 Panzergranaten. Davon befanden sich 54 im Sturmgeschütz (jeweils die Hälfte Spreng- und Panzergranaten), während sich der Rest in der Munitionsstaffel befand. Aus Gründen der begrenzten Transport- oder Staumöglichkeiten der Patronenmunition im Gefechtsfahrzeug selbst wurden eigens entwickelte verkürzte Kartuschen (75 × 495 mm R(andkartusche)) an Stelle der sonst üblichen PaK-Granatpatronen (75 × 714 mm R) verwendet.
Durch die niedrige Bauweise des Sturmgeschützes konnten Ziele in 1000 m Entfernung beschossen werden, ohne dass die Flugbahn der Panzergranate 39 die Höhe von 2,50 m überschritt. Dadurch konnte zum Beispiel der 2,76 m hohe T-34/85 direkt angerichtet und getroffen werden.
Wie die folgenden Tabellen zeigen, war die Durchschlagsleistung der panzerbrechenden Geschosse bei 500 m Entfernung zum Ziel und einem Auftreffwinkel von 60° höchst unterschiedlich.
| 7,5-cm-Sturmkanone 37 L/24 |          |               |               |               |
| PzGr. 39                   | GrPa. 38 | GrPa. 38 HL/A | GrPa. 38 HL/B | GrPa. 38 HL/C |
| 39 mm                      | 45 mm    | 70 mm         | 75 mm         | 100 mm        |

| 7,5-cm-Sturmkanone 40 L/48 |          |              |               |               |               |
| PzGr. 39                   | PzGr. 40 | PzGr. 40 (W) | GrPa. 38 HL/A | GrPa. 38 HL/B | GrPa. 38 HL/C |
| 91 mm                      | 108 mm   | 69 mm        | 70 mm         | 75 mm         | 100 mm        |

Diese Angaben beziehen sich auf homogenen gewalzten Panzerstahl (RHA) und nicht etwa auf gegossenen Stahl wie die Fahrerluke des T-34 oder der SU-122.

## Technische Daten
| Technische Daten der Ausführungen des Sturmgeschütz III |                                                |                           |
|                                                         | Sturmgeschütz III Ausf. A                      | Sturmgeschütz III Ausf. G |
| Allgemeine Eigenschaften                                |                                                |                           |
|                                                         |                                                |                           |
| Gewicht                                                 | 19,6 t                                         | 23,9 t                    |
| Länge                                                   | 5,38 m                                         | 6,77 m                    |
| Breite                                                  | 2,92 m                                         | 2,95 m                    |
| Höhe                                                    | 1,95 m                                         | 2,16 m                    |
| Bewaffnung                                              |                                                |                           |
| Hauptbewaffnung                                         | 7,5-cm-StuK 37 L/24                            | 7,5-cm-StuK 40 L/48       |
| Sekundärbewaffnung                                      |                                                | 1 × MG 34                 |
| Munitionsvorrat                                         | StuK: 44                                       | StuK: 54 MG: 600          |
| Kaliberlänge (KwK)                                      | 24                                             | 48                        |
| Panzerung                                               |                                                |                           |
| Front                                                   | 50 mm                                          | 80 mm                     |
| Seiten                                                  | 30 mm                                          | =                         |
| Heck                                                    | 30 mm                                          | 50 mm                     |
| Dach / Bodenwanne                                       | 19 mm                                          | =                         |
| Beweglichkeit                                           |                                                |                           |
| Motor                                                   | Maybach HL 120 TRM V12-Ottomotor wassergekühlt | =                         |
| Leistung                                                | 300 PS                                         | =                         |
| Hubraum                                                 | 11,87 l                                        | =                         |
| Gewichtsbezogene Leistung                               | 15,3 PS/t                                      | 12,6 PS/t                 |
| Höchstgeschwindigkeit Straße                            | 40 km/h                                        | =                         |
| Fahrbereich                                             | 160 km (Straße)                                | 155 km (Straße)           |
| Besatzung                                               | 4                                              | =                         |

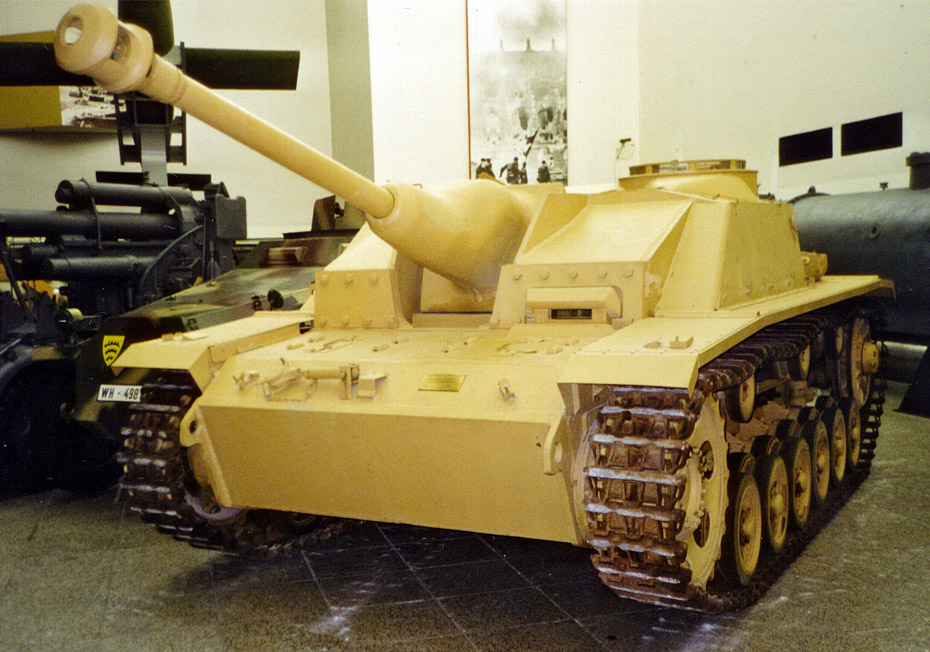
Ein StuG III im Militärhistorischen Museum der Bundeswehr in Dresden

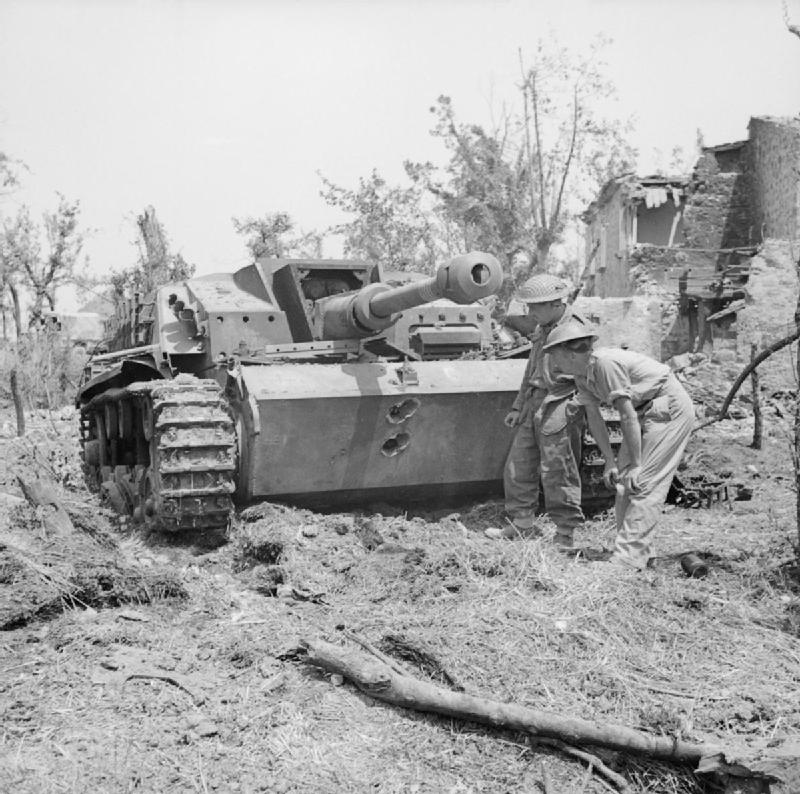
Zwei 75-mm-Granaten eines Sherman-Panzers haben die 80 mm starke untere Wannenfront eines StuG III 1944 bei Cassino durchschlagen.

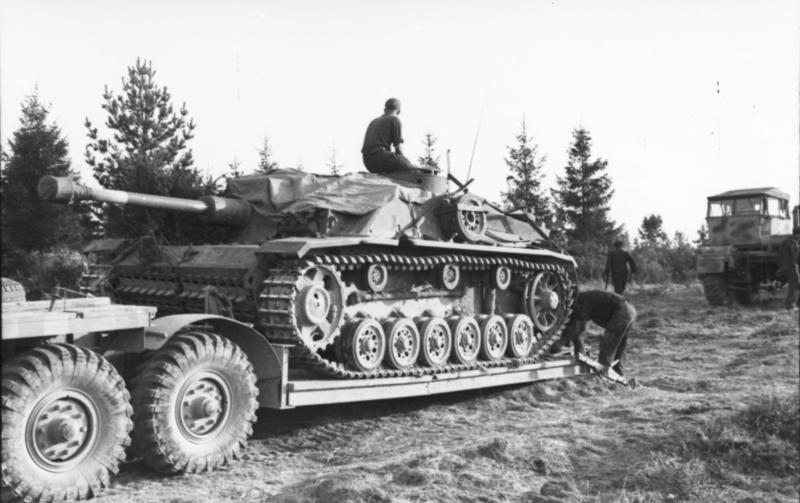
StuG III beim Verladen auf einen Sd.Ah.116 (August 1943)

Anmerkungen zur Tabelle „Technische Daten“
1. ↑  Hochleistungsmotor mit Trockensumpfschmierung und Magnetzündung

## Einzelnachweise

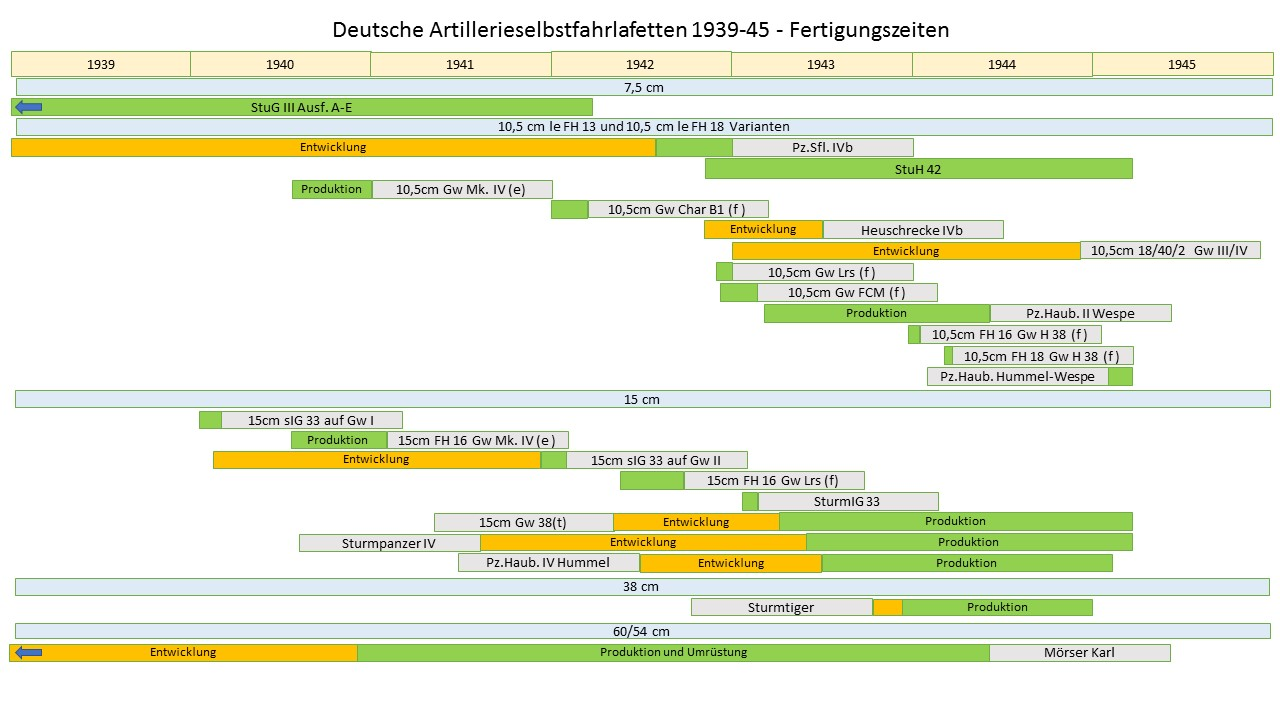

## Einsatz

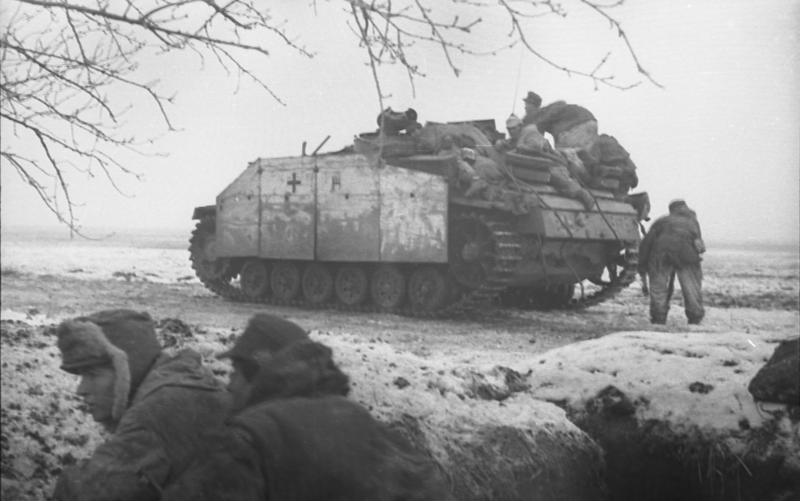
StuG III mit aufgesessener Infanterie im Gefecht
(Ukraine, Dezember 1943)

Nach ihrer Einführung wurden die zur Sturmartillerie gehörenden Sturmgeschütze III (StuG III) zunächst in selbstständigen Batterien (zu je sechs Geschützen) oder ab 1941 in Sturmgeschützabteilungen (je drei Batterien, insgesamt 18 Geschütze) zusammengefasst, die den Infanterie-Divisionen der Wehrmacht bei Bedarf unterstellt wurden.
Die ersten StuG III Ausführung A auf Basis der Wanne des Panzers III, Ausführung F wurden 1940 in den selbstständigen Sturmgeschützbatterien 640, 659, 660 und 665 zusammengefasst und im Westfeldzug eingesetzt.
An der Ostfront wurden die StuG III verbreitet zur Bekämpfung sowjetischer Panzer wie T-34 und schwerer Panzer wie KW-1 und KW-2 eingesetzt. Baxter nennt eine Anzahl von 3041 eingesetzten Sturmgeschütz III Ausführung G  im Jahr 1943. Die letzten StuG III waren 1945 noch im Einsatz. Baxter nennt dazu eine Zahl von 738 Stück.

## Verwendung in anderen Ländern
Während des Zweiten Weltkriegs rüstete Deutschland einige verbündete Streitkräfte mit diesem Fahrzeug aus.

### Finnland
In größerer Stückzahl beschaffte Finnland ab 1943 StuG III und benutzte diese bis 1966. Nach Streichung aus der aktiven Liste wurden einige in fest eingebauten Stellungen als artilleristische Verteidigung an Fliegerhorsten verwendet, weiterhin wurden einige Fahrzeuge an diverse Museen verkauft.

### Sowjetunion
Die Sowjetunion erbeutete mehrere StuG III während des Deutsch-Sowjetischen Krieges, die unter der Armeebezeichnung Artsturm-3 eingesetzt wurden.

### Syrien
Nach dem Zweiten Weltkrieg zum Teil an Syrien übergeben, wurden diese dort bis zum Sechstagekrieg (1967) eingesetzt. Allerdings zeigte sich in diesem Konflikt, dass das StuG III inzwischen veraltet und technisch unterlegen war. Einige Fahrzeuge wurden von den Israelis erbeutet und sind bis heute erhalten.

### Vereinigte Staaten

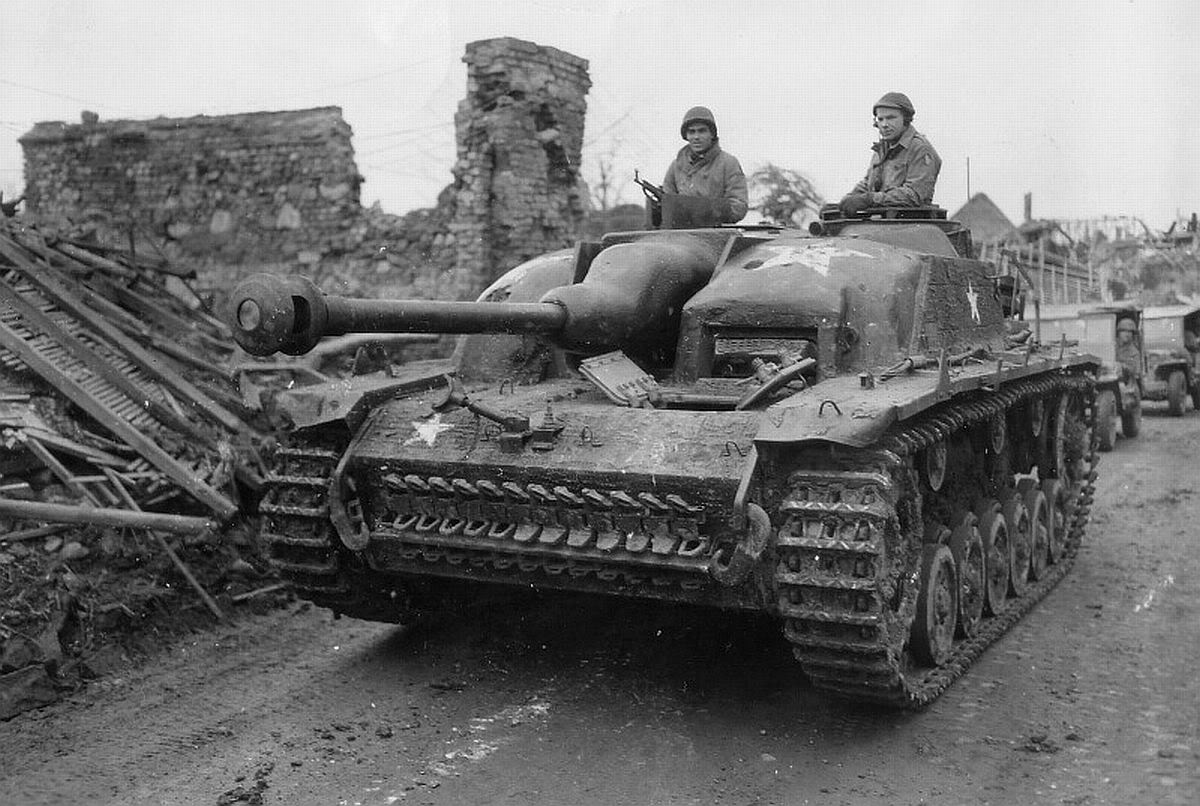
StuG III, von der 104. US-Division erbeutet und mit US-Hoheitszeichen versehen

Auch an der Westfront wurden einige StuG III erbeutet und als Beutepanzer eingesetzt.

## Varianten
- Sturmhaubitze 42 (StuH42) – 10,5-cm-Sturmhaubitze anstatt der 7,5-cm-Kanone, StuG III Ausf. F-, F/8- und G-Fahrgestell
- Sturminfanteriegeschütz 33 (StuIG 33) – 15-cm-schweres Infanteriegeschütz 33 auf modifizierten StuG-III-Fahrgestell, 24 Exemplare
- Sturmgeschütz III Flammpanzer, 10 F bzw. F/8 Mitte 1943 umgebaut; Anfang 1944 Rückbau in normale StuG
- Munitionpanzer Sturmgeschütz III